# Seewölfe
Die Seewölfe (Anarhichadidae, (gr.) anar(r)hichas bedeutet „Zertrümmerer“) sind eine Familie der Aalmutterverwandten (Zoarcales). Es sind marine Fische, die mit drei Arten den Meeresgrund des kalten nördlichen Atlantik und mit zwei weiteren den nördlichen Pazifik bewohnen. Ihre Nahrung besteht aus hartschaligen Mollusken, Krabben, Hummern, Seeigeln und anderen Stachelhäutern. 

## Merkmale
Seewölfe haben einen mäßig langgestreckten, hinten seitlich abgeplatteten Körper. Lediglich Anarrhichthys ocellatus hat einen aalartigen, stark langgestreckten Rumpf. Die Rückenflosse ist lang und beginnt direkt auf dem Hinterkopf. Bei der Gattung Anarhichas wird sie von 69 bis 88, bei Anarrhichthys von 218 bis 250 relativ weichen Hartstrahlen gestützt. Die Afterflosse hat bei Anarhichas 42 bis 55 Weichstrahlen, bei Anarrhichthys 180 bis 233 Weichstrahlen, denen ein einzelner Hartstrahl vorangehen kann. Die Schwanzflosse ist nicht mit Rücken- und Afterflosse zusammengewachsen. Bauchflossen fehlen, die Brustflossen sind groß und rund, mit 18 bis 24 Flossenstrahlen. Schuppen fehlen oder es sind winzige, sich nicht überlappende Cycloidschuppen vorhanden. Eine Schwimmblase fehlt. Die Gattung Anarhichas hat 72 bis 89 Wirbel, bei Anarrhichthys sind es um 250.

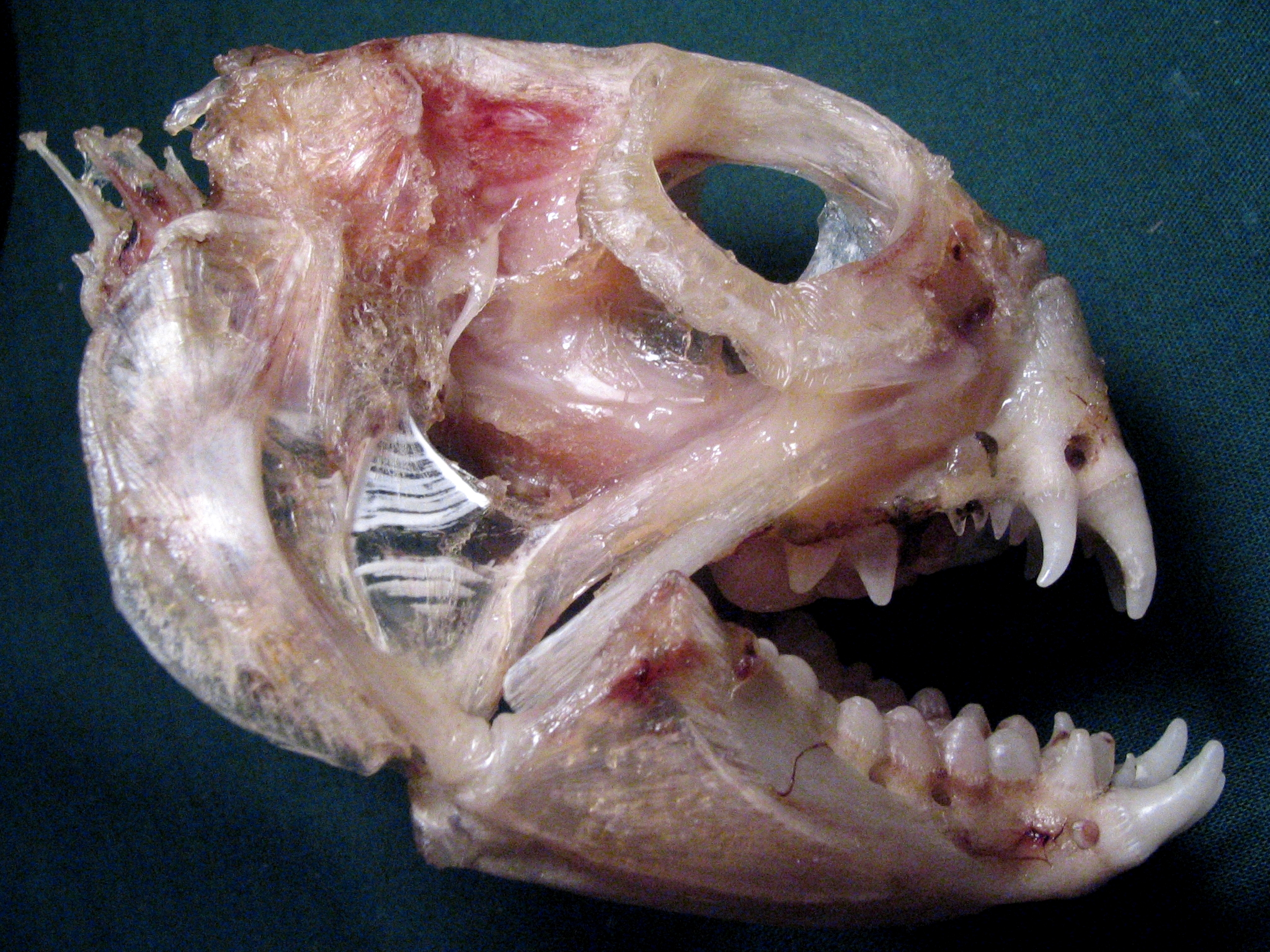
Schädel eines Seewolfs; Erläuterung s. Fischschädel.

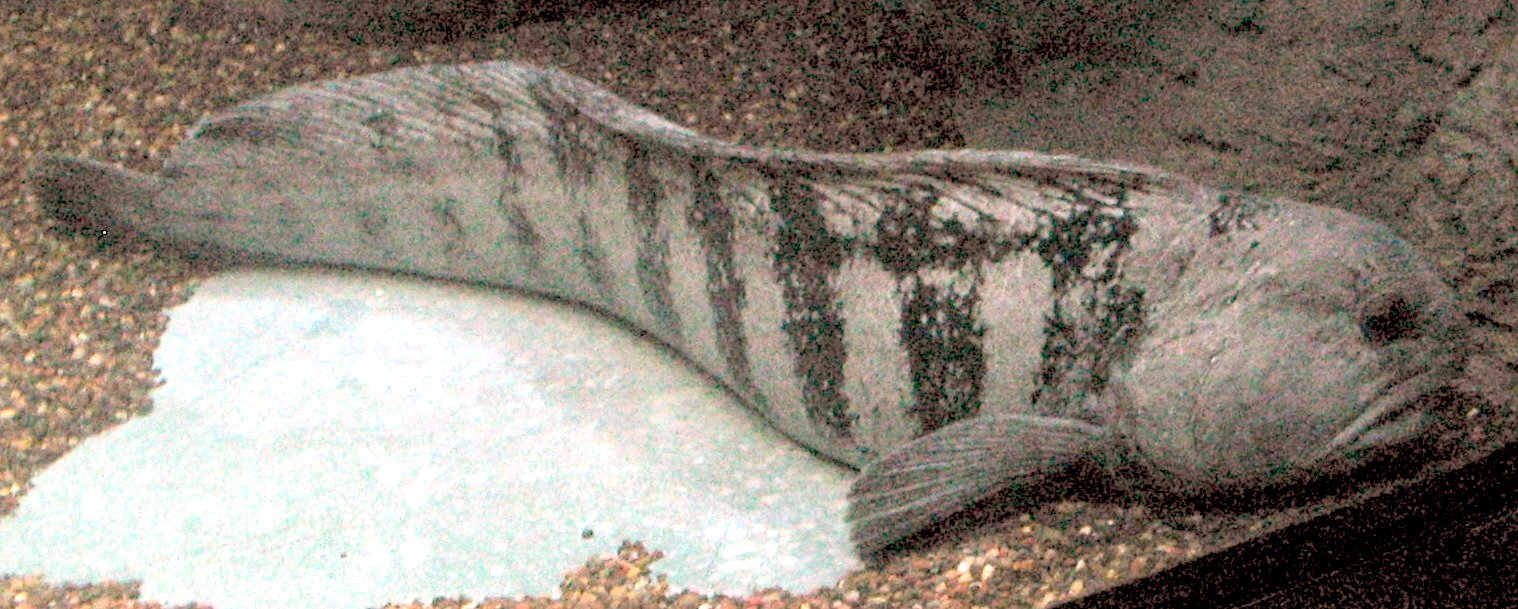
Seewolf in einem öffentlichen Aquarium

Auffallend ist der massige Kopf mit den sehr starken Kiefern, die im Vorderteil mit konischen, starken Fangzähnen und hinten mit einer oder zwei Reihen starker Mahlzähne besetzt sind. An jeder Seite gibt es nur ein Nasenloch. Die sensorischen Kanäle auf dem Kopf sind gut entwickelt, im Alter werden die Poren überwachsen.
Seewölfe werden je nach Art 1,12 bis 2,40 Meter lang. Ein Gewicht von 27,9 kg ist dokumentiert.

## Innere Systematik
Es gibt fünf Arten in zwei Gattungen:

### GattungAnarhichas
Gesamtlängen von 1,12 bis 1,80 Metern. Flossenformel: Dorsale 69–88, Anale 42–55, Pectorale 18–24. 72 bis 89 Wirbel.
- Blauer Seewolf (Anarhichas denticulatus Krøyer, 1845)
- Gestreifter Seewolf (Anarhichas lupus Linnaeus, 1758)
- Gefleckter Seewolf (Anarhichas minor Olafsen, 1772)
- Bering-Seewolf (Anarhichas orientalis Pallas, 1814)

### GattungAnarrhichthys
Gesamtlänge bis zu 2,50 Meter. Flossenformel: Dorsale 218–250, Anale (I)/180–233, Pectorale 18–24. Etwa 250 Wirbel.
- Pazifischer Seewolf (Anarrhichthys ocellatus Ayres, 1855)

## Fischerei
Zwei Seewolfarten, der Gestreifte Seewolf und der Gefleckte Seewolf, gelten in Europa als wertvolle Speisefische. Ihr Fleisch ist fest, während das des Blauen Seewolfs wässrig ist. Sie werden, vor allem vor Island, den Färöern und Grönland, als Beifang gefangen und kommen wegen ihres Aussehens meist nur als Filet auf den Markt. Im Handel werden sie als Karbonadenfisch, Kat(t)fisch oder Steinbeißer bezeichnet. Der eigentliche Steinbeißer (wissenschaftlich Cobitis taenia L., Typusart der Familie Steinbeißer) lebt jedoch im Süßwasser, ist mit den Seewölfen nicht verwandt und wie die zahlreichen anderen Arten innerhalb der Gattung Steinbeißer (Cobitis) als Speisefisch zu klein.